# ゾロ (ガンダムシリーズ)
ゾロ (ZOLO) は、「ガンダムシリーズ」に登場する架空の兵器。有人操縦式の人型機動兵器「モビルスーツ (MS)」のひとつ。初出は、1993年放送のテレビアニメ『機動戦士Vガンダム』。
作中の敵側勢力であるザンスカール帝国軍（ベスパ）の地上用量産機。腕に装備された「ビーム・ローター」により、有重力下での単独飛行を可能としている。さらに、機体の上下半身が単体の飛行メカに分離・変形する可変MSとしての特徴も併せ持つ。
『Vガンダム』劇中で登場する最初のベスパ製量産機だが、設定上の開発順は中盤以降に登場する宇宙用量産機ゾロアットのあととなっている。一般機のカラーリングはダークグリーン、ベスパ将校クロノクル・アシャーの専用機は赤に塗装されている。
本記事では、発展機であるトムリアットとドムットリアについても解説する。

## デザイン
メカニックデザインは大河原邦男による。ゾロのヘリコプター形態に変形するというコンセプトは、もともと『Vガンダム』の作品企画が進んでいた際に新ガンダム案として提案されたものがベースとなっている。また、デザインの際には大河原による機構検証用の立体試作が作られている。

## 設定解説
ベスパの宇宙用主力MSゾロアットを重力下用に設計変更した分離可変型MSで、ゾロアットの改造試験機「ゾロ・ローター」を経て開発された。
ゾロはビーム・ローターを初めて搭載した機体であり、地球侵攻の最前線に立つため、トップ・ターミナル（「トップ・ヘリ」とも呼ばれる）とボトム・ターミナルに分離可能な空対地兵器として完成している。多くの内装火器やオプション兵装を採用しているが、これは開発時に寄せられた様々な部署の要求にこたえる必要があり、また宇宙移民で構成されたベスパは地上での兵器運用のノウハウが不足していたためといわれる。オプション兵装はボトム・ターミナルにマウント可能だが、そのほとんどがMS形態での運用を前提としており可変時には使用できない。
マニピュレータを高速で回転させる機構があり、握った状態で殴ることも可能である。
長時間飛行が可能な画期的な技術を備えた機体だったが対MS戦闘能力は十分なものではなく、徐々に第一線から退いた。

### 機体構造
分離機構
単機で様々な任務に対応するため、分離変形機構を採用した。分離後は上半身が戦闘ヘリコプターを模したビーム・ローターを装備した「トップターミナル」に、下半身はVガンダム同様ミノフスキーフライトで飛行する「ボトムターミナル」となる。ボトムターミナルは一定時間ホバリングが可能で、その操作は有人機のトップターミナルからのミノフスキー・コントロールという、ミノフスキー粒子の光子振動を利用した無線誘導技術で行われている。劇中では長距離などの移動時は分離変形している。合体時の誘導はレーザー通信で行われるためミノフスキー粒子散布下でも影響を受けない。分離時においてトップターミナルは主に対地・対歩兵を、ボトムターミナルは爆撃・地上施設掃討を担当する。
コクピット
全天周囲モニター・リニアシートを採用しておらず、第一世代MS（一年戦争時代の機種）のようなコクピット仕様となり、MS形態時は座席が回転し、機種底面がモニター兼コックピットハッチとなる。また脱出時はヘリコプターのコックピット部がそのまま射出されて脱出ポッドとなる。操縦系統はベスパ製MSの標準タイプとは異なる、トップターミナル形態での運用に合わせた1スティックタイプとなっている（後継機となるトムリアット、ドムットリアも同一の仕様）。コックピットは複座型も用意されており、トップターミナル時に露出するグラス部分が延長された箇所が外観上の差異となっている。

### 武装・装備
ビーム・ライフル
標準装備の携帯火器。MS形態においてマニピュレーターで使用する。変形時にはボトムターミナルの脚部収納スペースに格納されるほか、劇中3話ではマニュピレータに保持したままトップターミナルに変形していた。
ビーム・サーベル
接近戦用の斬撃兵装。背部にマウントされ、トップターミナルのビーム・ガンを兼ねる。
ビーム・ローター
ビームシールドの発展途上にあたり、ビームを展張させたまま回転させるとミノフスキークラフトよりも立体格子形成能力の高いIフィールドを展開可能であると判明したことから開発された。ベスパの地上先発部隊「イエロージャケット」は少ない戦力で地上への橋頭堡を確保するにあたり、長距離行動可能で多目的に運用できるMSが必要だった。ベスパの旧サナリィ技術陣はこの要求に対して、ビーム・シールドの技術を応用したビーム・ローターを完成させ、従来では高出力のジェネレータを備えた重MSでしか実現できなかったミノフスキー・クラフトを、量産用のジェネレータで可能とした。
ビーム・ローターの完成はMSの戦闘領域を拡大し、対地ヘリコプター的な運用も可能とした。MS形態でも使用可能で、分離時はトップ・ターミナルの飛行用として用いられる。回転させていないビームローター発信機から棒状のビームを伸ばしたり、ビームを出していない発信機を単体で飛ばして手裏剣のような使い方も可能である。
ガトリングガン
MS形態での使用を前提とした7門の砲口を持つ大型の機関砲。可変時にはボトム・ターミナルにマウントされる。発動時の制御が難しく、とり回しにやや難がある。大口径の実体弾とする資料と、ビームガトリングと推定する資料が見られる。本来はMS用のオプション兵装ではなかったが、クロノクル・アシャーがゾロにこのガトリングガンを装備して出撃したのに習い、以降はパイロットの裁量で装備として選択可能となった。後継機でも運用されたほか、ゾリディアのオプション兵装としても使用された。
ビーム・バズーカ
MS形態での使用を前提とした小型のビーム兵器。ベスパのMS実戦部隊創設時から武装オプションとして用意されていたもので、宇宙、大気圏内問わず運用可能で信頼性も高い。ゾロのボトムターミナルの収納スロットに収まるほど小型で取り回しが良いものの、連邦軍で運用されたビーム・バズーカと比べても威力は今一つだった。
マルチ・バズーカ
ビームと実弾を併用できる多目的バズーカ。大型だが可変時の障害とならないようマウント用に折り畳み中折れ式を採用しており、携行時はコンパクトになるため、障害物の多いエリアでの作戦行動に適していたことから兵士たちは好んで使用したといわれる。
ミサイル・ポッド
トップターミナルの翼部パイロンに懸架される対人・対地兵装。ミサイルポッドの代わりに増槽を懸架することもできた。
爆弾ポッド
ボトム・ターミナルに懸架される対地攻撃兵装。劇中4話でカサレリアを焼き払う際に使用した。
プロペラントタンク
トップターミナル主翼にプロペラントタンクを懸架可能。
バルカン砲
トップターミナル形態でのみ使用可能なガトリング砲。主に地上掃討用として装備されたが、対MS戦でも多用された。

### 劇中での活躍
劇中序盤の第1話～第10話に登場。ベスパの戦力の要として、ラゲーン基地に多数配備されている。ベスパの地球侵攻の主力兵器としてウーイッグの爆撃やポイント・カサレリアでのリガミリティアとの戦闘で活躍する。9話ではクロノクルがカサレリアを訪れた際にウッソ・エヴィンがクロノクルに奪取されたヴィクトリーガンダム（Vガンダム）を取り戻すために乗り捨てられた本機を使って交戦している。11話以降で後継機のトムリアットが登場したことにより一線を退く。
劇中後半39話では停戦協定で武装解除される予定だったラゲーン基地からの脱走兵がボトムターミナルのみを大量に持ち出し、それぞれを突撃させる質量爆弾として用いるための罠を張るが、ウッソ・エヴィンのV2ガンダムに破られる。

### クロノクル専用機
クロノクル・アシャーがラゲーン基地所属時に使用していた機体。クロノクルが隊長となった第3戦闘中隊は試作MS試験中隊を兼ねており、同隊配備のゾロはすべて先行量産試験機である。その中でもクロノクル機はスラスターとアポジモーターがチューンナップされており、クロノクル流のパフォーマンスとして機体色は真紅となっている。ウッソ・エヴィンに奪われた試作機シャッコーを取り戻すのに使用された。その後カミオン隊を襲撃した際にVガンダムと交戦、中破させられ機体は放棄される。

### ゾロ改
ラゲーン駐留部隊指揮官マチス・ワーカーが使用する機体。頭部左側のセンサーが改造され、索敵能力が向上している。それ以外は通常のゾロと差はない。ザンスカール戦争中期においてベスパのMS技術は飛躍的に進化しており、もはや旧式と化している。ウッソのV2ガンダムと交戦、機体を大破させられながらもV2ガンダムへ特攻をかける。デザインは石垣純哉。

### その他
ゾロは変形機構を備えたMSの割には内部機構が簡略なため改造も容易であり、運用の実情に合わせバリエーションが制作された。こうしたカスタム機の中には、頭部をバイザーで覆った機体も確認されている。

## トムリアット
ゾロの発展強化型。ゾロのデータ収集が終了しないうちに配備された。ゾロ同様ヘリコプター形態への変形が可能であるが、ゾロで採用していた分離式は対MS戦では問題があったため廃止された。外観はゾロとは似て非なるものとなっているが、ジェネレーターや各部のパーツを共用している他、分離方式を廃したことにより機体の効率化が図られ、その戦闘力はゾロの2倍と言われている。さらに単独での変形となったことで高速で変形を行うことが可能となり、対MS戦では変形機構を生かした柔軟な運用を行うことが可能となった。推力も向上し、Vガンダムと同程度の飛行能力を有し、単独での大気圏突入能力も持つと言われている。武装面でも翼に2連・脚部に4連マルチミサイル・ポッドを追加されて強化された。頭部はさらに前身のゾロアットと共通だが、ヘリ形態に変形の際ボディ内に収容できるよう、前後の奥行が薄くなっている。コックピットの仕様はゾロと同様だが、操縦性が改善されており、またゾロと異なりMS形態では機首の天蓋部がコックピットハッチとなる。
本機は基本的には地上用MSであるが、宇宙空間での運用も可能である。本機は当初カイラスギリー艦隊に配備されており、単体での大気圏突入を可能としているため地上へ転籍になる際には艦艇などを用いずに地球へと降下する。
武装
ゾロと共通の装備はそちらを参照。
ビームライフル
ビーム・トマホークとともに標準装備の一つ。
ビーム・トマホーク
ビームサーベルに代わり採用された。高出力プラズマを用いた装備。肩部には格納ラックを備える。
4連マルチミサイル・ポッド
「脚部4連マルチポッド」と記述する資料も見られる。
2連マルチミサイル・ポッド
ヘリコプター形態でのみ使用可能。7話では同部位から9連装の小型ロケットを発射する機体が確認出来る。
劇中での活躍
第7話よりアルベオ・ピピニーデン率いる部隊（ピピニーデン・サーカス）とともにラゲーン基地に配属という形で登場。第11話にはゾロが登場しなくなるなど、ゾロに替わるラゲーンの主力MSとして描かれた。ゾロ部隊を圧倒していたシュラク隊を苦戦させ、シュラク隊のヘレンとマヘリアがそれぞれ相討ちに持ち込まれる。
クロノクルがアーティ・ジブラルタルから宇宙へ上がる際にも使用され、宇宙へ上がった直後にカイラスギリー艦隊と交戦していたバグレ隊のクラップを中破に追い込む。
劇中中盤でも登場し、31話ではモトラッド艦隊所属機が月面離脱時にシュラク隊と交戦を行った。

### トムリアット偵察タイプ
『NEWモビルスーツバリエーションハンドブック(1)』で設定された機体。型式番号：ZM-S09GE。トムリアットの偵察用改修機。肩部と腰部に各種レーダーや暗視カメラを装備し、翼部を大型化して安定度を高め、メインスラスターは廃熱の少ないステルスタイプに換装されていた。勢力を広げる反抗勢力を偵察するために編成された部隊「ブラックウィドウ隊」に配備された。

### ビガン
漫画『機動戦士クロスボーン・ガンダム DUST』に登場する機体で,トムリアットを木星の技術で改修した機体である。
本機最大の変更点はビーム・ローターであり、木星製の実体併用ビーム・ローターに置き換えている。古い技術に置き換えたことでより小型化することに成功し、装備位置を腕部から口腔部へと移動させている。この変更により変形時に腕部から背部にビーム・ローターを移動させる必要がなくなっており、また飛行時に両腕を自由に使用することが可能となっている。他の部分も木星製のものとなっており、頭部のセンサーがザンスカール帝国製の複合複眼式マルチセンサーではなく、木星製のモノアイセンサーとなっている。本機の目的は変形時にビーム・ローターを一度取り外さなければならない点を解消することであったが、古い技術である木星の技術を使用したことで相対的な技術力低下が収まらず、変形機構はオミットされている。
トムリアットの後継機であるドムットリアが完成すると本機はコロニー制圧軍に回されることとなった。

## ドムットリア
トムリアットの改修機 。一見するとトムリアットのマイナー・チェンジバージョンに見える機体だが、実際はゾロのパーツを多数流用していたトムリアットと異なり、本機は生産性に配慮しつつ基本設計を大幅に見直し、あらゆる点において格段に優れた性能を獲得している。
コックピットはトムリアットのものがそのまま流用されているが、これは開発・生産のコストをわずかでも少なくしようとしたためである。ビーム・ローターはゴッゾーラに装備されていたものを発展させた、稼働効率と省電力性を推進し発信端末が2基となったものが装備された。
背面に可動式バーニアを制式採用し、大気圏内において安定した飛行が可能となった（ヘリコプター形態の際にはバックパックに折り畳まれたテール・スラスターが伸長し、運動性が向上する）。地球浄化作戦にともない実戦配備されたが、地上ではすでにアインラッド対応の非ビーム・ローター搭載機が主力になりつつあり、ヘリタイプとしては本機が最後の機体となる。
武装・装備
ショックバイト
頭部両側に搭載された電撃装備。小型のビーム発生器を備える昆虫の顎に似た形状のパーツが展開し、敵機の行動を封じながらダメージを与える。意表を突いた装備であるが、リーチが短いため使用機会は少ない。
4連マルチ・ポッド
資料によって「脚部4連装ミサイルポッド」とも記述される。設定画の添え書きにおいては「マルチランチャー」と記述。
劇中での活躍
停戦協定を破って出撃したドゥカー・イク部隊のレンダ・デ・パロマとメカニックのシシリー・フィツィーネが搭乗。ツインラッドを使用したトリッキーな戦術でホワイトアーク隊を追い詰めるがシシリー機はウッソに撃破され、レンダ機は被弾後、リシテア艦に帰投する。